# Melpers
Melpers ist ein Ortsteil der Stadt Kaltennordheim im Landkreis Schmalkalden-Meiningen in Thüringen. Bezogen auf die Einwohnerzahl ist Melpers deren kleinster Ortsteil.

## Geographische Lage

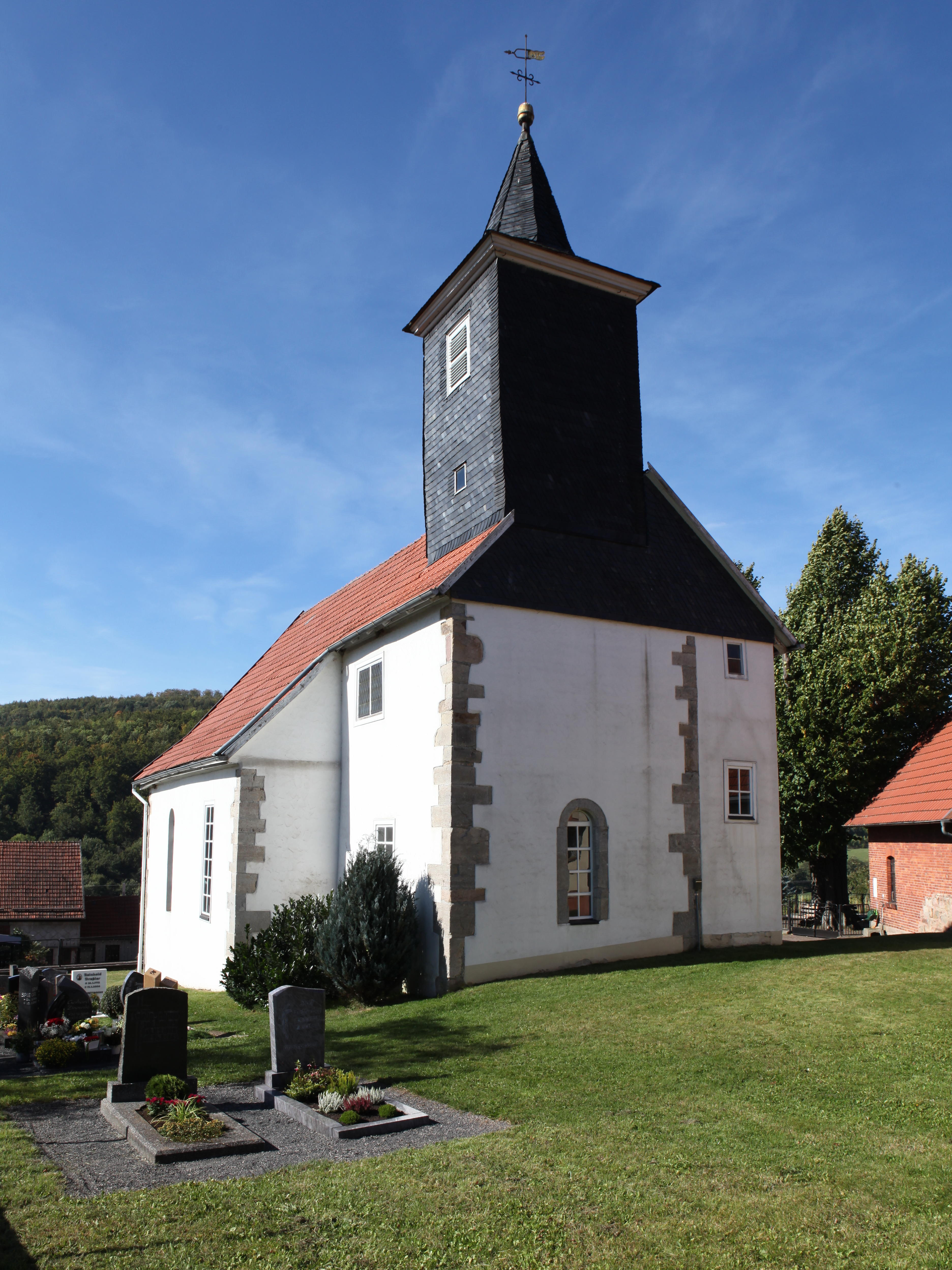
Evangelische Kirche, 1587

Melpers liegt etwa acht Kilometer südlich der Kernstadt, nur drei Kilometer nördlich von Fladungen, direkt an der Landesgrenze. Melpers wird durch die Gemeinde Erbenhausen von den anderen Stadtteilen getrennt und bildet somit eine Exklave der Stadt Kaltennordheim. 
Die Gemarkung gehört zur Vorder- bzw. Kuppenrhön und liegt im Tal der Streu, die in die Fränkische Saale mündet und somit zum Flusssystem des Rheins gehört. Die Wasserscheide zwischen Main/Rhein und Werra/Weser bildet ein über 600 Meter aufragender Höhenzug, dessen höchste Erhebung der Stellberg ist. 
Melpers liegt an der Bundesstraße 285, die von Fladungen her im Tal der Streu verläuft und hinter Melpers auf einer Länge von 2 km von 500 m auf 600 m ansteigt, um Reichenhausen zu erreichen.

## Geschichte
Erstmals wurde der Ort im Jahr 1317 als Albrechtis erwähnt. Im 14. Jahrhundert war das Dorf völlig verschwunden und wurde erst im Jahr 1555 neu gegründet, nachdem die Söhne des sächsischen Herzogs Friedrichs des Großmütigen das Amt Lichtenberg erworben hatten. Der Ort gehörte seitdem zu dessen Vordergericht, von dem es territorial durch das würzburgische Amt Fladungen getrennt war. 1587 wurde die Dorfkirche erbaut, die noch steht.
Die Würzburger Landwehr auf den Höhen nördlich von Melpers, ein etwa 30 Meter breiter mittelalterlicher Befestigungsstreifen aus Wall und Graben, später Gebiet des Königreichs Bayern, trennte die zum Amtsgerichtsbezirk Ostheim gehörende Exklave vom Stammland Großherzogtum Sachsen-Weimar-Eisenach.
Während die Exklave Ostheim seit 1945 der amerikanischen Besatzungszone angegliedert wurde und somit zu Bayern kam, lag Melpers auf der thüringischen Seite Jahrzehnte lang unmittelbar an der Innerdeutschen Grenze in der Sperrzone der Sowjetischen Besatzungszone bzw. der DDR. Der innere Grenzzaun schloss teilweise an die Hausgärten an. Seit der Wiedervereinigung ist ein Teil der Gemarkung Melpers wegen dieser Grenzlage Teil des Grünen Bandes Deutschland. Die Bundesstraße 285 endete auf bayerischer Seite bis 1989 als Parkplatz vor einem zugeketteten Tor mit einem Blick auf Melpers.

## Politik

### Ortsteilbürgermeister
Am 26. Mai 2024 wurde Anja Schmuck mit 44 von 53 abgegebenen Stimmen zur Ortsteilbürgermeisterin gewählt.

### Ehemaliger Gemeinderat
Der Gemeinderat bestand aus dem Bürgermeister sowie sechs weiteren gewählten Gemeinderatsmitgliedern.
- Wählergemeinschaft Melpers 6 Sitze

(Stand: Kommunalwahl 2014)

### Ehemalige Bürgermeister
Als Nachfolger für die ehrenamtliche Bürgermeisterin Sonja Bittorf wurde in der Stichwahl am 19. Juni 2016 der bisherige Vizebürgermeister Manuel Tügend gewählt. Dieser nahm die Wahl allerdings nicht an, so dass der Ort seit dem 1. Juli 2016 von einem Beauftragten geführt wurde. Am 16. Oktober 2016 wurde in einer weiteren Stichwahl Anja Schmuck zur Bürgermeisterin gewählt.